# Lake Mathews
Der Lake Mathews ist ein großer Stausee im Riverside County im US-Bundesstaat Kalifornien. Der See liegt im Cajalco Valley und ist Teil des Vorgebirges der Santa Ana Mountains. In den Lake Mathews mündet das Colorado River Aqueduct.
Der Stausee entstand durch den Bau eines Staudamms am Nordende des Beckens. Zwei kleinere Dämme in Form von Deichen wurden 1961 im Zuge der Erweiterung des Sees errichtet, um das Wasservolumen zu erhöhen.

## Geografie
Der Lake Mathews gehört einem gemeindefreien Gebiet im Riverside County in Kalifornien an. Er liegt südöstlich von Lake Hills, einem Stadtteil von Riverside und nordwestlich des gleichnamigen Census-designated place Lake Mathews. Der Stausee ist von mehreren Straßen umgeben, die häufig von Pendlern als Abkürzungen zwischen Interstate 15 und Interstate 215 oder der California State Route 91 genutzt werden.
Der Lake Mathews wird aus dem Colorado River Aqueduct gespeist, das Wasser des Colorado River vom Stausee Lake Havasu bis hierher transportiert. Das Aquädukt ist eine der wichtigsten Wasserquellen für Südkalifornien.

## Geschichte
Ursprünglich hieß der Stausee Cajalco Reservoir und wurde erst später nach W. B. Mathews benannt, einem Rechtsanwalt, der eine Schlüsselfigur beim Metropolitan Water District of Southern California, dem größten Trinkwasseranbieter der USA innehatte. 1933 wurde mit dem Bau des Sees begonnen, zur gleichen Zeit wurde auch das Colorado River Aqueduct errichtet. Das ausgewählte Land war vorher für Zinnminen und als Anbaufläche für Johannisbrotbäume genutzt worden. Lawrence Holmes, Sr., besaß 1100 ha große Grundstücke, die sich im Gebiet des zukünftigen Sees befanden. Nach einem langen Rechtsstreit musste er seine Ländereien abgeben.
1939 wurden der Staudamm und das Einlaufbauwerk fertiggestellt. Das erste Wasser vom Colorado River kam im Februar 1940 über das Aquädukt an, die Lieferungen erfolgten ab 1941. Die Kapazität des Lake Mathews wurde 1961 auf sein heutiges Fassungsvermögen von 240.000.000 m³ nahezu verdoppelt.
Mitte der 2000er Jahre wurde ein großes Projekt unternommen, um den alten Ausgangsturm zu sanieren und gleichzeitig einen neuen zu errichten, die sich künftig abwechseln sollten. Grund für die Erneuerungen war die Anfälligkeit für Erdbeben, denn viele der gigantischen Ventile waren mit der Zeit unbrauchbar geworden. Damit bei den Arbeiten kein negativer Einfluss auf die Wasserversorgung genommen werden konnte, wurde ein Kofferdamm gebaut. Mit riesigen Betontunneln wurde schließlich der neue Turm mit dem bestehenden Wasserwerk verbunden.

## Natur
Der Lake Mathews ist von ungefähr 4000 ha geschütztem Land umgeben. 1982 wurde es zu einem staatlichen Naturschutzgebiet erklärt. Nach der Entdeckung der gefährdeten Stephens Kängururatte (Dipodomys stephensi) im Gebiet um den Stausee wurden in den frühen 1990er Jahren weitere 9000 ha hinzugefügt. Offiziell heißt das Schutzgebiet nun Lake Mathews Estelle Mountain Reserve.
Besonders in den Wintermonaten ist der Lake Mathews eine wichtige Rast- und Futterstelle für Vögel. Zusätzlich zu einer Vielzahl Enten wird das Schutzgebiet im Winter von Ohrenscharben (Phalacrocorax auritus), Renntauchern (Aechmophorus occidentalis), Steinadlern (Aquila chrysaetos) und Weißkopfseeadlern (Haliaeetus leucocephalus) genutzt.

## Auswirkungen auf den Santa Ana River
Der Lake Mathews wurde in einem Becken gebaut, dass vorher der Cajalco Creek durchflossen hatte, heute fließt das Wasser des Baches also in den Stausee hinein. Der Cajalco Creek ist ein Zufluss zum Santa Ana River. Im Jahr 2003 wurde vom California State Water Resources Control Board festgestellt, dass die Überschwemmung des Cajalco Creek durch den Betreiber des Stausees, den Metropolitan Water District of Southern California, einen Verstoß gegen das staatliche Wassergesetz darstellt. In einer außergerichtlichen Beilegung verpflichtete sich das Unternehmen, die Eintrittsmenge des Wassers vom Cajalco Creek in den Stausee zu kontrollieren. Des Weiteren wurden 50.000 US-Dollar Schadensersatz gezahlt. Mit dem Geld wurde das unheimische Pfahlrohr (Arundo Donax) vom Flusslauf des Santa Ana River entfernt.

## Kontroversen über die Nutzung als Erholungsgebiet
Seit seiner Einweihung 1940 ist der Lake Mathews gesperrt und für die Öffentlichkeit nicht zugänglich, vermutlich, um die Wasserqualität zu wahren. Der Metropolitan Water District of Southern California ist auf den Schutz des Wassers sehr bedacht und verbot Sport mit direktem Wasserkontakt wie Schwimmen im Lake Mathews, aber auch in anderen nahe gelegenen Stauseen wie dem Skinner Reservoir und dem Diamond Valley Lake, die allerdings zumindest als Erholungsgebiete zugänglich sind. Das Wasser des Lake Mathews fließt jedoch direkt in Pipelines ab, die über Agenturen 8,2 Mio. Menschen mit Wasser versorgen, weshalb die Wahrung der Sauberkeit von größter Wichtigkeit ist. Befürworter der Nutzung als Erholungsgebiet setzen dem entgegen, die Wasserqualität könne durch Freigabe des Stausees für die Öffentlichkeit nicht signifikant beeinträchtigt werden.
Ein anderes Argument der Gegner der Nutzung als Erholungsgebiet ist, dass der im geschützten Bereich um den See herum wachsende Salbei erhalten werden soll.
Seit seiner Entstehung sind viele Versuche unternommen worden, den Lake Mathews zu diversen Zwecken zugänglich zu machen; bislang sind jedoch alle gescheitert. Einer der Interessantesten war 1952 eine Anfrage für den Dreh des Films Fair Wind to Java. Unter anderem war geplant, einen rauchenden Vulkan auf einer der Inseln im Lake Mathews zu installieren. Nachdem der Vorschlag abgelehnt worden war, mussten die Szenen im Studio gedreht werden.
1960 rief das Riverside County Board of Supervisors eine Kampagne ins Leben, die zum Ziel hatte, den See zu Erholungszwecken zu nutzen, letztlich aber scheiterte.
Am 14. Februar 2012 stellte Kevin Jeffries, Abgeordneter in der California State Assembly, einen Gesetzentwurf vor, der den Lake Mathews als Erholungsgebiet begrenzt geöffnet hätte, ähnlich wie bei anderen Stauseen des Metropolitan Water District of Southern California. Die mindeste Anforderung war, das Schutzgebiet zum Wandern freizugeben. Der Entwurf wurde am 20. März 2012 zurückgezogen, nachdem festgestellt worden war, dass langwierige und teure juristische Auseinandersetzungen mit dem Metropolitan Water District of Southern California notwendig gewesen wären, um das Gesetz zu verabschieden.